# ラヴ・ウィル・テア・アス・アパート
「ラヴ・ウィル・テア・アス・アパート」 (Love Will Tear Us Apart) は、イギリスのロックバンドであるジョイ・ディヴィジョンの楽曲。
1980年4月にシングルとしてリリースされ、バンド史上最大のヒットとなる英シングル・チャート13位を記録したが、直後にボーカリストのイアン・カーティスが自殺する悲劇が起きた。1983年にも再度リリースされ、同チャートで19位を記録した。
2002年の『NME』誌において、ロック史上最高のシングル曲に選ばれている。

## 概要
この曲のタイトルは、1973年にニール・セダカが発表した『愛ある限り』（Love Will Keep Us Together）のパロディである。歌詞はイアンと妻デボラとの関係や、病気や成功から来るイアン自身の倦怠を反映したものだと言われているが、真相は不明である。コーラス（サビ）の「Love Will Tear Us Apart Again」（愛がもう一度僕らを引き裂いていく）のフレーズはイアンの死後、デボラによってイアンの墓石に刻み込まれた。ベーシストのピーター・フックは後年、この曲の歌詞が「あまりに刺々しくて悪意に満ちていることに衝撃を受けた」と語っている。
音楽的にはギターストロークによるイントロや、シンセサイザーの音が印象的。また、ごくわずかであるがイアン・カーティスがギターをプレーした、ジョイ・ディヴィジョンの中でも珍しい曲である。
レコーディングは2度にわたって行われ、1980年1月8日にオールダムのペニー・スタジオで収録されたテイクと、3月にストックポートのストロベリー・スタジオでのテイクがある。前者は後者に比べてテンポが早く、ライヴで演奏されたバージョンに近いが、結果的に後者がシングルとしてリリースされた。後年のコンピレーション・アルバムなどには前者のバージョンも収録されている。

## リリース

### シングル
- オリジナル・シングル（1980年）

　　B面は「These Days」。12インチシングルには、採用されなかったヴァージョンを収録
- リイシュー・シングル（1995年）

　　「Radio Version」、「Arthur Baker Remix」（12インチシングルのみ）を収録
- リイシュー・シングル（2007年）

　　「Radio Version」収録

### コンピレーション
- サブスタンス（1988年）
- パーマネント（1995年）
  - オリジナル版と併せてリミックス版を収録。
- ハート&ソウル（2004年）
- ザ・ベスト・オブ・ジョイ・ディヴィジョン（2008年）
- +- Singles 1978-80 (2010年) 
  - シングルとしてリリースされなかった方のテイクも収録。
- トータル~ベスト・オブ・ジョイ・ディヴィジョン＆ニュー・オーダー(2011年)

## チャート
| チャート（1980年）               | 最高順位 |
| -------------------------------- | -------- |
| イギリス（全英アルバムチャート） | 13       |

## カバー
ポール・ヤングを始め、ザ・キュアー、U2など多くのニュー・ウェイヴ、ポストパンク、オルタナティヴ・ロックのミュージシャンにカバーされてきた。ただし、イアン・カーティスのような低い声で歌うシンガーは少ないため、大抵の場合オリジナルよりキーを上げてカバーされる。
ジョイ・ディヴィジョンの後継バンドであるニュー・オーダーは当初はこの曲を封印していたが、1990年代からはライブで解禁するようになった。